# کریزی
کریزی (به انگلیسی: Creezy) رمانی از فلیسین مارسو، نویسنده فرانسوی است که در سال ۱۹۶۹ منتشر شد. داستان یک مدل جوان و ثروتمند پاریسی با نام مستعار کریزی - که به زبان عامیانه فرانسوی از کلمه انگلیسی «دیوانه» گرفته شده‌است - را روایت می‌کند که با مردی مسن تر و متأهل رابطه دارد، زیرا هر دوی آنها جوک‌های عملی مهندسی می‌کنند، عشق می‌ورزند و سفر می‌کنند. در اطراف اروپا این کتاب در سال ۱۹۷۰ به زبان انگلیسی با ترجمه جی‌ای آندروود منتشر شد.
این کتاب جایزه گنکور را دریافت کرد. در سال ۱۹۷۴ فیلمی با عنوان کریزی به کارگردانی پیر گارنیر و با بازی سیدنی روم در کنار آلن دلون، از این کتاب اقتباس شد.